# Михайло-Павловське сільське поселення
Миха́йло-Па́вловське сільське поселення (рос. Михайло-Павловское сельское поселение) — сільське поселення у складі Киринського району Забайкальського краю Росії.
Адміністративний центр — село Михайло-Павловськ.

## Населення
Населення сільського поселення становить 409 осіб (2019; 474 у 2010, 647 у 2002).

## Склад
До складу сільського поселення входять:
| Населений пункт         | Населення, осіб (2002) | Населення, осіб (2010) |
| ----------------------- | ---------------------- | ---------------------- |
| Михайло-Павловськ, село | 457                    | 336                    |
| Турген, село            | 190                    | 138                    |